# Fabio Lopez
Fabio Lopez (Roma, 17 giugno 1973) è un allenatore di calcio ed ex calciatore italiano, di ruolo portiere.

## Carriera

### Allenatore
Cresciuto calcisticamente (come portiere) in formazioni minori della città di Roma, dal 1997 al 2001 è stato preparatore di portieri delle giovanili e fino al 2002 allenatore delle giovanili della Roma, è stato poi osservatore di Atalanta (dal 2003 al 2005) e Fiorentina (dal 2005 al 2007).
In seguito ha allenato varie squadre di club all'estero (nonostante la parentesi come preparatore dei portieri presso la S.S.D. Roma Team Sport, dove aveva già notato futuri astri nascenti del calcio italiano), in Lituania, Malaysia, Indonesia e Maldive.
È stato tecnico del Banga Gargždai dal 2007 al 2008, successivamente del FK Siauliai dal 2008 al 2009. Da agosto 2015 a dicembre 2015 è ct della nazionale bengalese, che lascia alla fine dei quattro mesi di contratto, dopo averla allenata in tre partite di qualificazione ai campionato del mondo del 2018.
Il 4 luglio 2016 viene ingaggiato con un contratto di dieci mesi dall'Al-Oruba Sports Club, club della massima serie omanita. Si dimette nel mese di ottobre, dopo due sole partite, per contrasti con la dirigenza, da lui accusata di "interferire" con l'attività del tecnico.
Dal gennaio del 2017 è direttore dell'area tecnica ed allenatore della squadra riserve dei sauditi dell'Al-Ahli; vince tutte le prime sette partite del campionato della squadra riserve, senza subire nessuna rete.
Il 5 gennaio 2019 viene nominato allenatore del Borneo, club della massima divisione indonesiana.
Il 22 novembre 2019 assume la guida del, club della Città di Thanh Hóa, della massima serie vietnamita. Il 7 giugno 2020 lascia l'incarico dopo sole 4 partite a causa di dissidi con il presidente.
Dal 2024 alla guida del Pretoria Callies in Sud Africa.